# Chiesa di Sant'Imerio
La chiesa di Sant'Imerio è la parrocchiale di Ripalta Vecchia, frazione di Madignano, in provincia di Cremona e diocesi di Crema.

## Storia
Le origini della chiesa risalgono al 1041, allorché Guinizone di Rivoltella (l'attuale Ripalta Arpina) rifondò due chiese con gli stessi santi titolari di altrettanti edifici di culto di Cremona: a Santa Maria (cattedrale) è dedicato il santuario della Beata Vergine del Marzale a sant'Imerio è dedicata la chiesa in oggetto.
Ignoriamo che forme avesse l'antica chiesa, ma nel 1583 versava in così precarie condizioni che monsignor Regazzoni ne ordinava la risistemazione. La comunità, piccola e con scarsi mezzi, poté fare solo riparazioni urgenti e solo in seguito sistemazioni più importanti.
Nel 1584 mons. Diedo istituì la parrocchia di Sant'Imerio, ma la chiesa era nuovamente in degrado tanto che, per oltre quarant'anni, fu utilizzato come chiesa parrocchiale il santuario del Marzale. La chiesa odierna fu costruita, infine, tra il 1700 ed il 1703.
L'edificio presenta una semplice facciata a capanna con una grande finestrone centrale a vetro, che sovrasta il portale ed affiancato da due finestre più piccole. Su lato settentrionale è stata murata la lapide che ricorda i Caduti di Ripalta nei conflitti mondiali; l'interno, ad aula unica, è piccolo ma arioso e oggi conserva il prezioso Compianto sul Cristo Morto, un tempo ospitato nel Santuario, e qui trasferito dopo un furto ed il clamoroso recupero.

## Il gruppo scultoreo del Compianto
La chiesa di Sant'Imerio ha conservato per un certo periodo al suo interno un gruppo scultoreo ligneo raffigurante la scena del Compianto, ora trasferito nella cattedrale di Crema: si tratta di otto statue lignee composte dal Cristo Morto disteso, le quattro Marie, San Giovanni, Giuseppe d'Arimatea e Nicodemo. In passato, a causa di grossolane ridipinture, le statue furono soprannominate dal popolo "I Sinturgnù" (Centurioni), ma oggi rappresenta uno tra le più importanti opere d'arte del cremasco.
Lo studioso d'arte Cesare Alpini l'ha descritto come un capolavoro quattrocentesco che volutamente parla di un linguaggio popolare, aperto, emotivo, di bellezza elementare e potente; non possiede la misura e la classicità toscana-rinascimentale, ma la natura tipicamente drammatica padana, propria del teatro delle sacre rappresentazioni e dei sacri monti lombardi e piemontesi. Vi è espressa una certa verità rustica, plebea, caratterizzata da immobilità arcaica, da moderno sentimento e da nuova espressione.